# Dylan (album)
Dylan je třinácté studiové album amerického písničkáře Boba Dylana, vydané v roce 1973 u Columbia Records.

## Seznam skladeb

### Strana 1
| Pořadí | Název                      | Délka |
| ------ | -------------------------- | ----- |
| 1.     | Lily of the West           | 3:44  |
| 2.     | Can't Help Falling in Love | 4:17  |
| 3.     | Sarah Jane                 | 2:43  |
| 4.     | The Ballad of Ira Hayes    | 5:08  |

### Strana 2
| Pořadí         | Název                        | Délka |
| -------------- | ---------------------------- | ----- |
| 1.             | Mr. Bojangles                | 5:31  |
| 2.             | Mary Ann                     | 2:40  |
| 3.             | Big Yellow Taxi              | 2:12  |
| 4.             | A Fool Such as I             | 2:41  |
| 5.             | Spanish Is the Loving Tongue | 4:13  |
| Celková délka: | Celková délka:               | 33:09 |